# Grammopsoides picta
Grammopsoides picta là một loài bọ cánh cứng trong họ Cerambycidae.